# Faunis faunula
Faunis faunula är en fjärilsart som beskrevs av John Obadiah Westwood 1850. Faunis faunula ingår i släktet Faunis och familjen praktfjärilar. Inga underarter finns listade i Catalogue of Life.